# تیم ملی بسکتبال کامبوج
تیم ملی بسکتبال کامبوج نماینده کامبوج در مسابقات بین‌المللی بسکتبال است.
این تیم بالاترین سطح ورزش بسکتبال در کشور کامبوج می باشد.